# Червоноградський драматичний театр імені Лесі Українки
Червоноградський драматичний театр імені Лесі Українки — народний драматичний театр в м. Шептицький Львівської області України.

## Історія
В 1961 році весною, разом із відкриттям Палацу культури був організований драматичний колектив. Першою було взято до постановки п'єса Л.Юхвіда «Чудесний край». Згодом «Перші троянди» Д.Суптелі, «Ну й діти» М.Зарудного , «Весілля в Малинівці» Л.Юхвіда, «Степовий гість» Б.Грінченка, «Котигорошко» А.Шияна (вистава в репертуарі по сьогодні).
В 1967 році колектив став лауреатом Всесоюзного фестивалю, за постановку п'єси О.Корнійчука «Макар Діброва». Колективу в 1968 році присвоєно звання «Народний».
До 200-річчя ювілею І.Котляревського була поставлена «Енеїда» .
В 1971 році до 100-річчя від дня народження Лесі Українки здійснено постановку «Лісової пісні». Колективу було присвоєно ім'я Лесі Українки .
В 1975 р. поставлені «Оргія», «Камінний господар» Лесі Українки, «Назар Стодоля» (1975 р.), «Микита Гайдай» Т.Шевченка .
В 1986 р. вистава «Недосвіт» Б.Козярського
В 1998 р. вистава Романа Лепіка «Державна зрада» 10-11 березня 2006 р. показана вистава в Кармелюковому, Вінницької області.
В 1971 році театр поставив «Алмазне жорно» І.Кочерги — це золотий фонд нашого театру. В 100 річницю від дня народження І.Кочерги показали виставу у Львівському молодіжному театрі.
Починаючи з 1969 р. по 1989 р. театр здійснював довготривалі літні гастролі по Волинській, Кіровоградській, Рівенській, Закарпатській, Тернопільській, Дніпропетровській, Івано-Франківській областях, а саме з виставами: «Алмазне жорно», «Олексу Довбуша» — Л.Первомайського, «Степового гостя» — Б.Грінченка, «Безталанна» — І.Карпенка–Карого.
«Запорізька Січ» — О.Коломійця. В 1989 р. актори театру відкривали музей в м. Берестечку.
В Києві показували виставу на Покрову під час обрання гетьманом Українського козацтва В.Муляву. В 1998 році в Жовтих водах в річницю битви. В м. Зборові з цієї ж нагоди.
Театр брав в громадсько-політичних заходах: 1989 р. — День Злуки у Львові, театралізована група їздила в 1990 році в Нікополь, Капулівку Микитинську січ і Запоріжжя в 500 річницю Козацтва.
Багато років віддали театру — О.Кудлайчук, музичний оформлювач вистав. І.Подолець, В.Іваш, І.Коваль (Куліш, Голова), С.Склянчук (Гетьман, Запорожець), В.Гладкий, М.Левкун (Дядько Лев, Андронаті, Карній Чуб), В.Березюк (костюмерша і артистка в ролях від Ганни, княжни до Цариці) Т.Остапюк і М.Дию (наші героїні), І.Пущинська, Ю.Шпачинська, А.Березюк (зав. постановочною частиною, К.Семів (Галя, Мавра, Єфрозіна).
На професійну сцену пішли :
- Ол. Заболотний (після інституту режисер Луцького, а потім Київського молодіжного)
- Ан. Кожуховський — директор Київського студ. оперного театру, нині академічного оперного театру ім. Т.Шевченка
- К.Лисяк — Сімферопольський театр
- Л.Никончук — театр ім. М.Зеньковецької
- В.Курилко — Львівський ляльковий театр
- Гр. Волинець — Чернівецький театр
- О.Тістечок — Донецький театр
- Ю.Шпачинська — Київська телевізійна студія
- Р.Скоровський — Львівський молодіжний театр

Народний театр є частим гостем на радіо. 52 роки незмінним керівником є Винничок Дмитро Павлович.